# うつつ
『うつつ UTUTU』は、2002年6月1日に公開された日本映画。

## ストーリー
平穏な家庭生活を送っているサラリーマンの男に、ひとりの謎の女が近づき、「あなたの奥さんは私の夫と浮気してます」と告げた。謎の女のこの一言から、男の運命の歯車が狂い始める。

## キャスト
- 池島隆一：佐藤浩市
- 小原幾子：宮沢りえ
- 池島公美子：大塚寧々
- 長田智美：小島聖
- 小原英介：斉藤陽一郎
- 長田勤：大杉漣
- 内山部長：田山涼成
- 小宮山：小西真奈美
- 瀬戸：村上連
- 今泉刑事：中村育二
- 西刑事：真鍋尚晃
- 傘の女：天海祐希

ほか

## その他スタッフ
- 原作：連城三紀彦「夜の右側」
- 製作総指揮：中村雅哉
- 製作委員会メンバー：豊忠雄・服巻泰三・平井健一郎・安村重幸・浦谷年良・阪尾好将
- 製作者：仁平幸男・高野昌幸・重延浩・猿川直人
- 企画・プロデュース：合津直枝
- プロデュース：横手実
- 音響効果：東洋音響カモメ
- カースタント：アクティブ21
- VFX：マリンポスト
- スタジオ：日活撮影所
- 製作協力：テレビマンユニオン

## 受賞歴
- 2002年 第57回毎日映画コンクール
  - 俳優部門女優主演賞 大塚寧々（『笑う蛙』『うつつ』『歩く、人』）